# Chlorocypha molindica
Chlorocypha molindica és una espècie d'odonat zigòpter pertanyent a la família Chlorocyphidae.

## Hàbitat
Viu als boscos tropicals i subtropicals humits, i rius.

## Distribució geogràfica
Es troba a Àfrica: Burundi, la República del Congo, l'est de la República Democràtica del Congo, Ruanda i el sud-oest d'Uganda.

## Estat de conservació
Les seues principals amenaces són la destrucció de les selves tropicals, l'obertura de pistes forestals al llarg dels rius i rierols i la destrucció del seu hàbitat. A més, el sud-oest d'Uganda i els territoris veïns de la República Democràtica del Congo i Burundi estan densament poblats i tenen explotacions d'agricultura intensiva, la qual cosa redueix les seues possibilitats de supervivència.